# Coroneta rosa

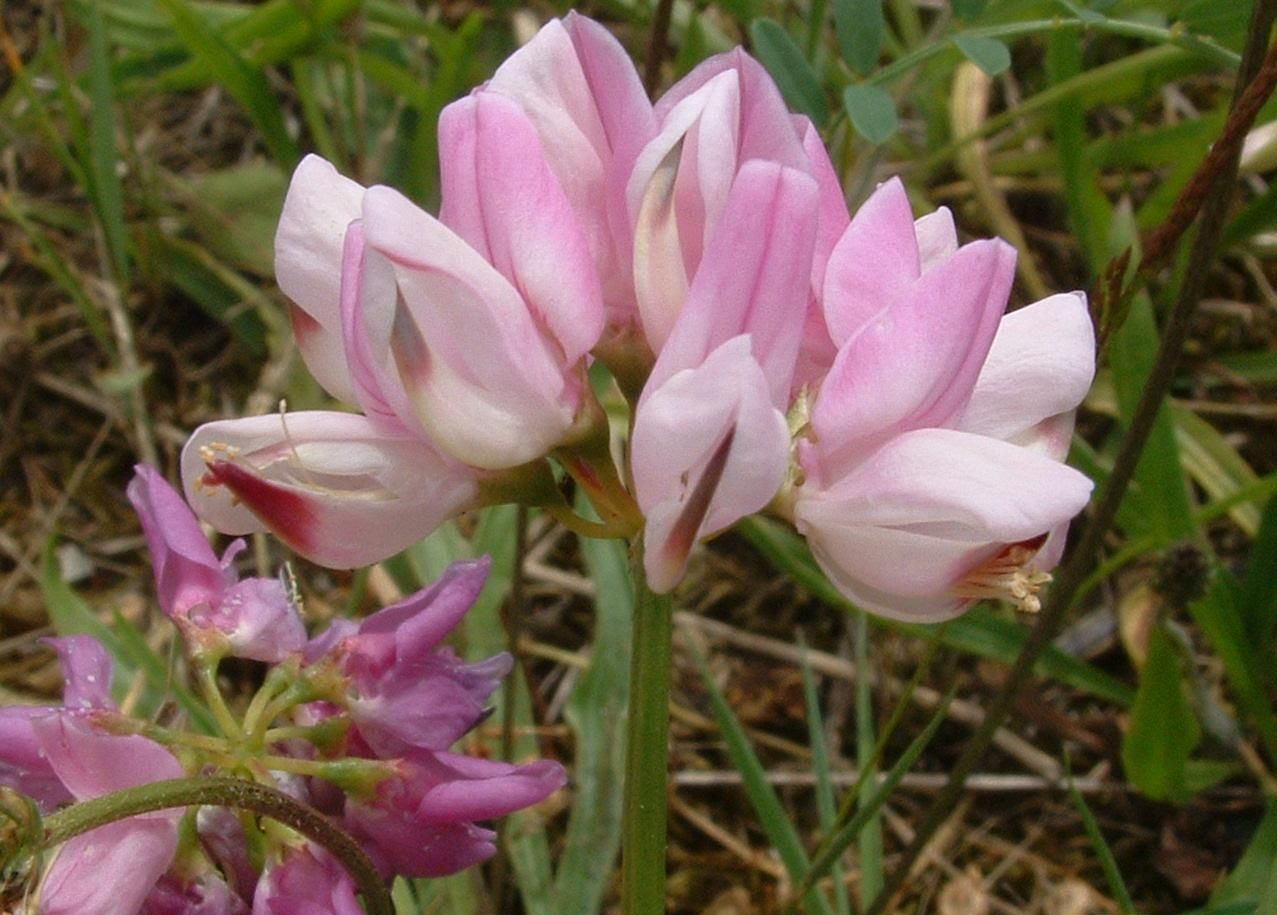
Detall de les flors

La coroneta rosa, coronil·la rosa, carolina o canari (Securigera varia) és una planta amb flor de la família de les Fabòidies.

## Particularitats
Es troba a l'Europa meridional a vores de camins i herbassars xeròfils. A l'Amèrica del Nord es considera una espècie invasora.
És una planta menuda amb flors rosades. Floreix del juny al setembre. Les coronetes roses s'utilitzen en alguns llocs per controlar l'erosió del sól.
Les fulles de la coroneta rosa són l'aliment principal de les erugues d'algunes papallones conegudes com a blavetes.